# Emma Bading

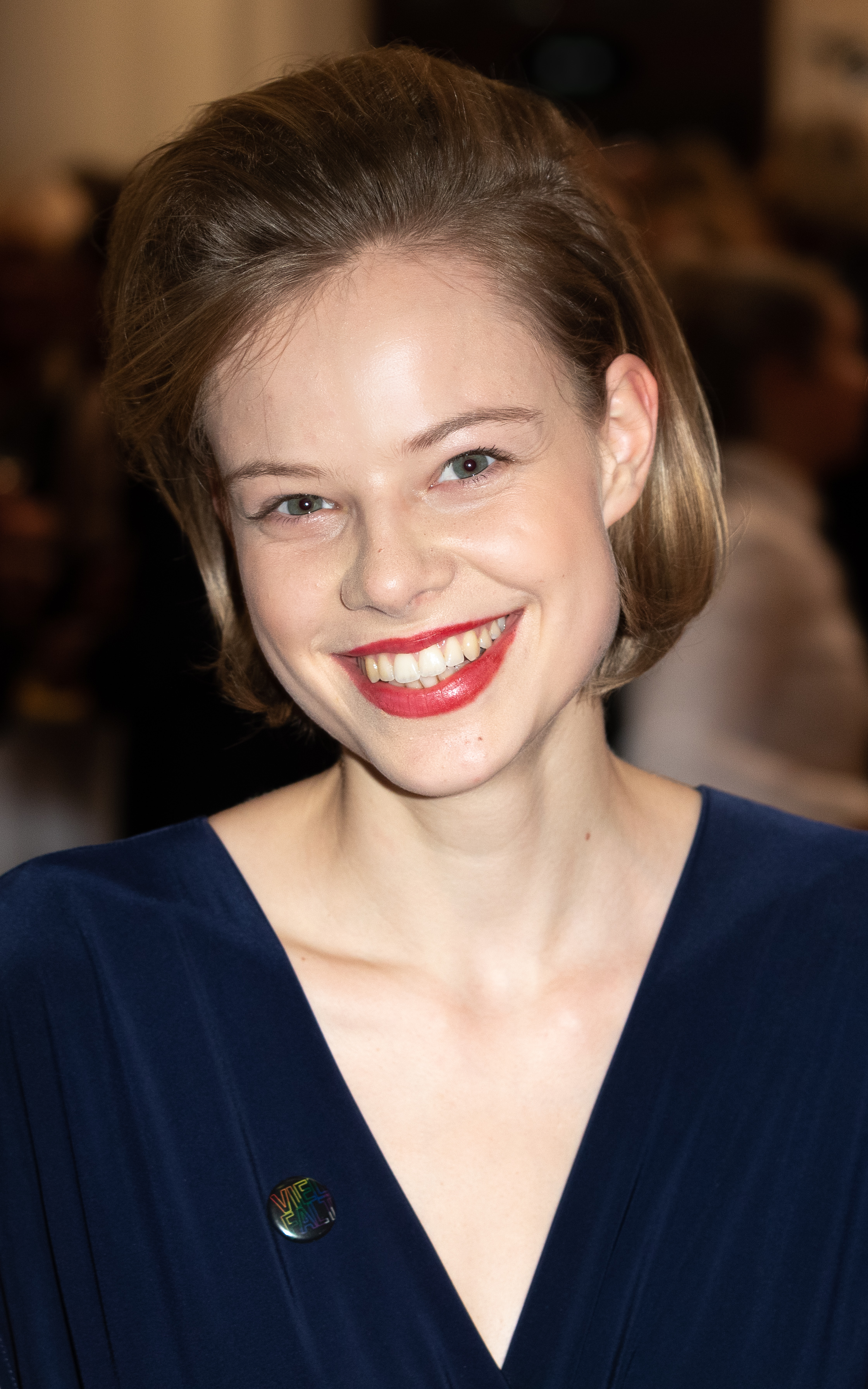
Emma Bading, 2019

Emma Bading (* 12. März 1998 in Monheim am Rhein) ist eine deutsche Schauspielerin und Regisseurin.

## Leben
Bading wuchs in Berlin auf. Ihre Eltern sind die Schauspieler Thomas Bading und Claudia Geisler-Bading.
Nach der Grundschule besuchte sie zunächst ein Gymnasium in Berlin-Pankow, wechselte dann aber wegen sich durch Dreharbeiten häufender Fehlzeiten an eine Reform-Schule in Berlin-Mitte. Nach der elften Klasse brach sie ihre schulische Ausbildung schließlich ab, da diese sich nicht mehr mit ihrer Arbeit als Schauspielerin vereinbaren ließ.
Als 13-Jährige debütierte sie in dem in Südfrankreich gedrehten Kinofilm Halbschatten (2013) unter der Regie von Nicolas Wackerbarth. Sie spielte ein pubertierendes Mädchen, das sich gegenüber der neuen Lebensgefährtin ihres Vaters abweisend und feindselig verhält.
Im Fernsehen war Emma Bading 2014 als Nele in dem ARD-Film Weiter als der Ozean (Regie: Isabel Kleefeld) zu sehen. Sie stellte eine Schulschwänzerin dar, die Zigaretten und Alkohol konsumiert und sich einer Psychotherapie für Kinder und Jugendliche unterziehen muss. In der ARD-Fernsehfilmreihe Der Usedom-Krimi übernahm sie ab 2014 die Rolle des rebellischen Teenagers Sophie Thiel. Sie spielt als Enkelin von Katrin Saß „eine Umweltaktivistin, die nicht nur auf dem Schulhof und auf der Straße den Ton angibt.“ 2014 drehte sie einen weiteren Kinofilm, Die Kleinen und die Bösen, der beim Filmfest München am 27. Juni 2015 seine Premiere hatte. Unter der Regie von Markus Sehr spielte sie an der Seite von Christoph Maria Herbst und Peter Kurth eine der Hauptrollen. Sie verkörperte Jenny, die Tochter des Kleinkriminellen und Alkoholikers Hotte, der erfährt, dass er zweifacher Vater ist und seine beiden Kinder zu sich nimmt.
In dem Tatort-Krimi Das Muli, dem ersten Fall des im März 2015 neu eingeführten Berliner Ermittlerteams Rubin und Karow (Meret Becker und Mark Waschke), spielte sie die Rolle der 13-jährigen Johanna „Jo“ Michels, die als Drogenkurier („Muli“) arbeitet. Für ihre Darstellung erhielt Bading durchgehend sehr gute Kritiken. Im April 2015 war sie in der ZDF-Reihe Kommissarin Lucas in dem Fernsehfilm Der Wald zu sehen. Sie spielte Jessica Schwertz, die jüngere von zwei Schwestern, die mit ihrem Vater (Alex Brendemühl), einem Aussteiger, in den Regensburger Wald gezogen ist. In der ZDF-Fernsehreihe Helen Dorn spielte sie in dem Fernsehfilm Verlorene Mädchen (Erstausstrahlung: April 2017) die junge, sich nach einer besseren Zukunft sehnende Jasmin Brenner, die beste Freundin einer 17-jährigen Vollwaise, die ihrer Freundin rät, sich an ihrem Vergewaltiger zu rächen, und zur Kriminellen wird.
Anschließend war Bading in mehreren Kinoproduktionen zu sehen. In der Patchwork-Komödie Lucky Loser – Ein Sommer in der Bredouille (2017) verkörperte sie die 15-jährige „Teenie-Tochter“ Hanna, die zu ihrem Vater ziehen will. In dem sensiblen Filmdrama 1000 Arten Regen zu beschreiben (2017), dem Langfilm-Debüt von Isa Prahl, war sie die Schwester des 18-jährigen «Hikikomori» Mike, der sich zuhause einschließt und den Kontakt zur Außenwelt vollständig abbricht. In Marco Petrys Teenager-Komödie Meine teuflisch gute Freundin (2018) spielte sie die 14-jährige Lilith, die Tochter des Teufels, die versucht, das bravste Mädchen der Welt zu verführen. In der Filmkomödie Grüner wird’s nicht, sagte der Gärtner und flog davon verkörperte sie an der Seite von Elmar Wepper, Ulrich Tukur und Sunnyi Melles die „flippige“, „rebellisch-kapriziöse“ Tochter eines Adligen-Paares.

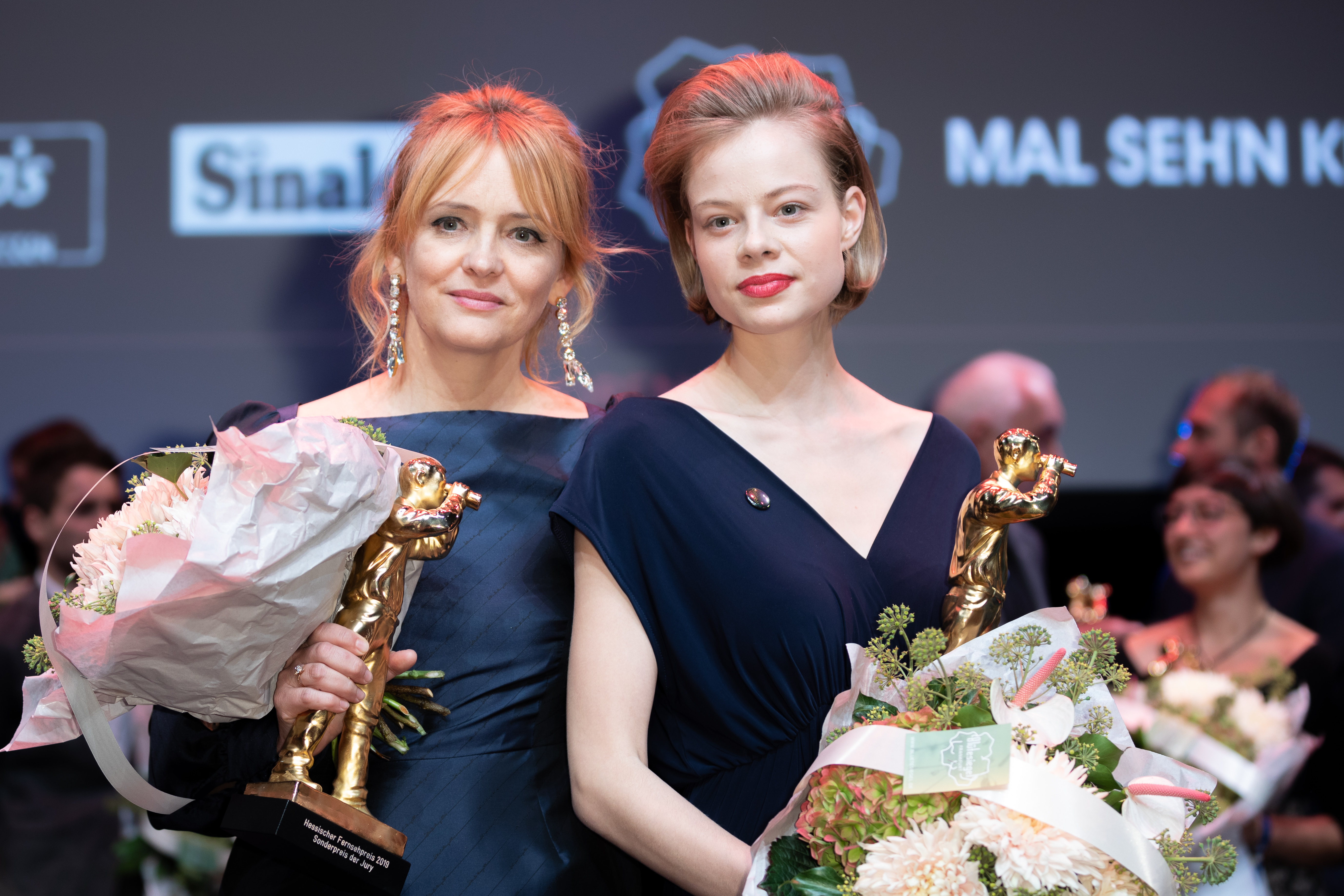
Laura Tonke und Emma Bading als Preisträgerinnen des Hessischen Fernsehpreises 2019

In dem Fernsehfilm Play, der im September 2019 auf Das Erste erstausgestrahlt wurde, war Bading als die 17-jährige, spielsüchtige Jennifer Reitwein zu sehen, die vollständig in eine virtuelle Fantasy-Welt abtaucht. Für diese Rolle erhielt sie 2019 auch den Hessischen Fernsehpreis 2019 als beste Schauspielerin und wurde im Rahmen der Romyverleihung 2020 in der Kategorie Bester Nachwuchs weiblich, sowie für einen International Emmy Award in der Kategorie Best Performance by an Actress nominiert. Für ihre schauspielerische Leistung im ARD-Film Play erhielt sie 2020 auch den Nachwuchspreis des Bayerischen Fernsehpreises.
Als Regisseurin debütierte Bading mit dem 2020 produzierten Coming-of-Age-Kurzspielfilm Unerhört auf den Internationalen Hofer Filmtagen. Unerhört wurde von der Deutschen Film- und Medienbewertung mit dem Prädikat „Besonders Wertvoll“ ausgezeichnet. Bei den Internationalen Hofer Filmtagen 2024 erhielt sie den Kurzfilmpreis der Jury als Regisseurin von Shut up and suffer.
Bading lebt in Berlin. Ihre jüngere Schwester Bella Bading ist ebenfalls Schauspielerin. Im Februar 2021 outete sie sich im Rahmen der Initiative #actout im SZ-Magazin mit 185 anderen lesbischen, schwulen, bisexuellen, queeren, nicht-binären und transgeschlechtlichen Schauspielern als bisexuell.

## Filmografie (Auswahl)
- 2013: Halbschatten
- 2014: Weiter als der Ozean (Fernsehfilm)
- 2014–2019: Der Usedom-Krimi (Fernsehreihe) → siehe Folgen
- 2015: Tatort: Das Muli (Fernsehreihe)
- 2015: Kommissarin Lucas – Der Wald (Fernsehreihe)
- 2015: Die Kleinen und die Bösen
- 2016: Wir sind die Rosinskis (Fernsehfilm)
- 2016: Böser Wolf – Ein Taunuskrimi (Fernsehreihe)
- 2017: Berlin Syndrom
- 2017: Helen Dorn – Verlorene Mädchen (Fernsehreihe)
- 2017: Lucky Loser – Ein Sommer in der Bredouille
- 2017: 1000 Arten Regen zu beschreiben
- 2018: Meine teuflisch gute Freundin
- 2018: In My Room
- 2018: Grüner wird’s nicht, sagte der Gärtner und flog davon
- 2019: Play (Fernsehfilm)
- 2021: Lieber Thomas
- 2021: Westwall (Fernsehserie, 6 Folgen)
- 2023: The Man from Rome – Der Vatikan Code (The Man from Rome)
- 2023: Die Therapie (Fernsehserie, 6 Folgen)
- 2024: In Liebe, Eure Hilde
- 2024: Familie is nich
- 2025: Tatort: Colonius (Fernsehreihe)